# Coniopteryx (Xeroconiopteryx) makarkini
Coniopteryx (Xeroconiopteryx) makarkini is een insect uit de familie van de dwerggaasvliegen (Coniopterygidae), die tot de orde netvleugeligen (Neuroptera) behoort. 
Coniopteryx (Xeroconiopteryx) makarkini is voor het eerst wetenschappelijk beschreven door Sziráki in 1997.